# Jakobsbaiern
Jakobsbaiern ist ein Gemeindeteil von Baiern im Landkreis Ebersberg im Regierungsbezirk Oberbayern. Der Weiler liegt circa zwei Kilometer westlich von Antholing und ist über die Kreisstraße EBE 15 zu erreichen.

## Geschichte
846 erscheint in den Traditionen des Hochstifts Freising erstmals der Ort „Puurron“. Da es so viele gleichnamige Orte gab, wurde 926/37 daraus der Name „Hangentinpurun“ (Baiern am Hang). 1294 wird erstmals von einer Kirche berichtet, die zur späteren Bezeichnung Jakobsbaiern führte. Im Jahr 1818 entstand mit dem Gemeindeedikt die heutige Gemeinde, deren Name Baiern wiederum vom Weiler Jakobsbaiern abgeleitet wurde. Die romanische Filialkirche St. Jakobus ist heute eine Ruine, von der nur noch der Turm erhalten ist. Der Abbruch der Kirche erfolgte 1903.

## Baudenkmäler
Siehe: Liste der Baudenkmäler in Jakobsbaiern